# Mariano Latorre
Pour les articles homonymes, voir Latorre.

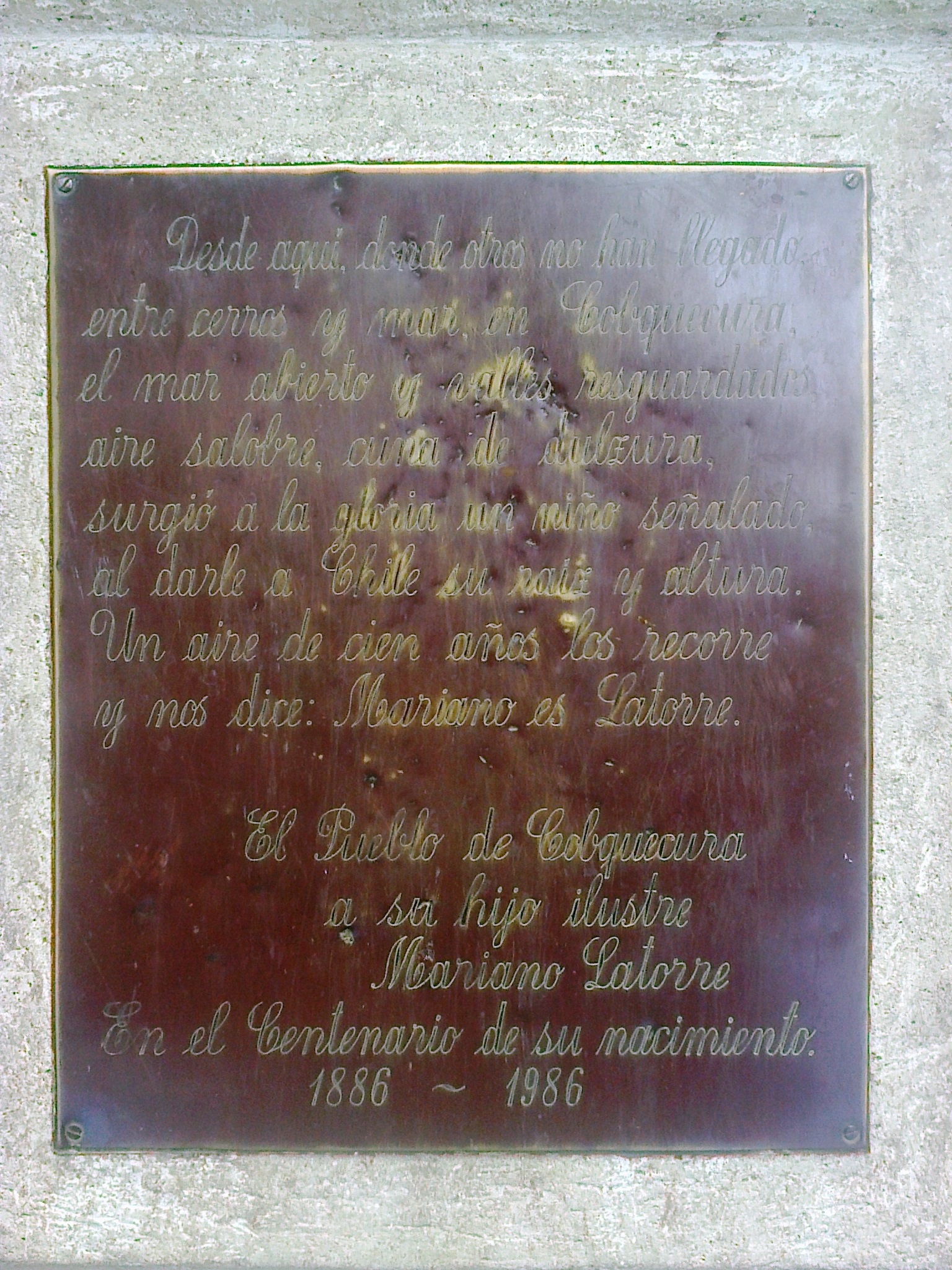
Plaque commémorative de l'écrivain Mariano Latorre, sur la place de Cobquecura.

Mariano Lautaro Latorre-Court (Cobquecura, 4 janvier 1886 - Santiago du Chili, 10 novembre 1955), est un écrivain et professeur d'université chilien d'origine basque, considéré comme le père du criollismo. Sa contribution à la littérature latino-américaine lui a valu le Prix National de Littérature en 1944.

## Biographie
Mariano Latorre est le fils de l'Espagnol Mariano de la Torre Sandelis et de Fernandina Court. Il passe ses 10 premières années à Constitución (qu'il rebaptisera « Maule » dans ses  écrits), puis habite différentes villes : Valparaíso, Santiago, Parral et enfin Talca, où il obtient son baccalauréat en 1905. Au cours de ses études secondaires à Talca, il s'initie à la littérature avec son ami Fernando Santiván, et collabore à divers journaux : La Actualidad, La Libertad, et la revue Zig-Zag où il publie ses premiers contes et poèmes.
À la mort de son père, il s'inscrit en littérature à l'Université du Chili et enseigne le castillan à l'Institut Pédagogique de cette université. Diplômé en 1915, il obtient un poste de professeur de castillan au lycée Valentín Letelier de Santiago et à l'Instituto Nacional. Puis il donne chez lui des leçons particulières de littérature chilienne et latino-américaine. Au cours de ces années formatrices, il parcourt le Pérou, la Bolivie, l'Argentine et la Colombie, y donnant des conférences où il fait surtout la promotion du régionalisme littéraire. 
Il épouse Virginia Blanco, qui lui donne deux enfants : Mariano et Mirella, laquelle deviendra célèbre comme actrice dans les années 1940.
En 1936, il obtient le prix de la ville de Santiago et en 1944 le Prix national de littérature. Sur le plan international, Latorre est considéré comme l'un des premiers auteurs chiliens à montrer, ordonner et décrire la face ignorée de la réalité de son pays, la langue de ses habitants, sa culture, sa société rurale etc.
La mort de Mariano Latorre, le 10 novembre de 1955, affecta tout le pays. Lors de ses funérailles nationales au cimetière général de Santiago, onze orateurs prirent la parole, dont Pablo Neruda.

## Le père duCriollismoet sa postérité
Mariano Latorre a donné au criollismo ses traits caractéristiques : une description très détaillée de la géographie et de la société où se déroulent ses histoires, en l'occurrence les zones rurales et côtières de la Région du Maule. Il met en valeur le parler vernaculaire de ses personnages, où Latorre cherche à retrouver le vocabulaire informel de la population chilienne inculte de cette période, son idiosyncrasie et les relations entre les gens. Ce décor est l'acte de naissance du criollismo, que Latorre décrit comme un tableau du conflit opposant l'homme à la nature qu'il exploite, où  se trouve le meilleur et le pire des actions humaines. Ses personnages se divisent pour l'essentiel en deux classes, les rotos et les huasos, aux opinions et comportements bien tranchés : le roto chileno est un anarchiste athée, irrespectueux, dépourvu d'éducation ; il s'oppose au petit propriétaire, ou huaso : un personnage conservateur, pieux, cultivé et tenace.
Le criollismo a joué au tournant du XXe siècle un rôle essentiel dans le renouveau de la littérature chilienne, en dressant un tableau complet des caractéristiques géographiques, sociales et culturelles du Chili, et en montrant la diversité du pays au travers de romans dont le cadre varie depuis la région côtière, la Cordillère, les forêts ou la plaine. Il a dépeint les conditions de vie réelles (logement, alimentation, relations familiales, habillement) de la majorité de la population chilienne.

## La querelle duCriollismo
Si Latorre a suscité d'innombrables admirateurs pour le courant littéraire qu'il a initié, il a aussi eu des détracteurs : ainsi Hernán Díaz Arrieta, le critique littéraire le plus influent du Chili (sous le pseudonyme d'« Alone »), qui s'imposa comme l'un de ses principaux rivaux. Au fil de différents articles, il reprochait à Latorre de s'intéresser davantage au décor et à la couleur locale, qu'à ses personnages et à la trame romanesque, au point qu'il était difficile de saisir le récit du narrateur ; en outre, « Alone » estimait que les œuvres de Latorre étaient farcies de détails inutiles et manquaient de ressort dramatique. Selon l'écrivain Oreste Plath, les critiques et l'autorité d'Alone auraient dissuadé Latorre de devenir membre de l'Academia Chilena de la Lengua.

## Œuvres
Ses principales œuvres sont:
- Cuentos del Maule (1912)
- Cuna de Cóndores (1918)
- La sombra del caserón (1919)
- Zurzulita (1920)
- Ully (1923)
- Hombres de la selva (1923)
- Chilenos del Mar (1929)
- La chilenidad de Daniel Riquelme (1931)
- On Panta (1935)
- Hombres y Zorros (1937)
- La Literatura de Chile (1941)
- Mapu (1942)
- Viento de Mallines (1944)
- Puerto Mayor (1945)
- El Choroy de Oro (1946)
- Chile, País de Rincones (1947)
- El Caracol (1952)
- La Paquera (1958)
- La Isla de los Pájaros (1959)
- Memorias y otras confidencias (publicado en 1971)